# 今宿まこと
今宿 まこと（いまじゅく まこと、1984年2月18日 - ）は、日本の元AV女優。

## 略歴
- 2002年 - 『生粋 ～処女世紀～』でAVデビュー。

## 作品

### アダルトビデオ
- 生粋 ～処女世紀～ DVD特別版（2002年12月13日、シャイ企画）
- SURVIVOR（2003年1月17日、シャイ企画）
- 女子校生キャンギャル（2003年2月21日、TMA）
- 極 本番 今宿まこと（2003年4月18日、GLAY'z）
- 女子校生痴漢バス（2003年4月25日、TMA）
- 今宿まことと学校でしようよ！（2003年5月16日、GLAY'z）
- 高級ソープ（2003年6月27日、TMA）
- お兄ちゃんにご用心（2003年7月16日、VIP）
- いかせっぱなしスペルマシャワー 今宿まこと（2003年7月18日、GLAY'z）
- 南極2号（2003年8月20日、KUKI）
- いたずら ～秘密の絵本～（2003年9月5日、DASH（ハンドメイドビジョン）
- Angel 今宿まこと（2003年9月8日、アイデアポケット）
- KUKI ピンクファイル 今宿まこと（2009年7月24日、KUKI）